# Voorbedekerk in Basmanny
De Voorbedekerk in Basmanny of Kerk van de voorspraak van de Moeder Gods (Russisch: Храм Покрова Пресвятой Богородицы в Красном селе) is een Russisch-orthodoxe kerk in het district Basmanny in het Centraal Administratieve Okroeg van Moskou.

## Geschiedenis
De kerk werd gebouwd in 1701 in het toenmalige dorp Krasnoje (sinds het midden van de 17e eeuw werd het dorp bij het stadsgebied van Moskou betrokken). De kerk werd in 1730 uitgebreid met een kapel gewijd aan de heilige Johannes de Doper. In 1751 werd de kerk vernieuwd met een refter en klokkentoren; de wijding van het vernieuwde gebouw vond plaats op 25 augustus 1751. In de 19e eeuw kreeg de kerk na een renovatie een aanzien in empirestijl, waarbij ook het interieur werd vernieuwd. Het hoofdaltaar van de kerk is gewijd aan de Moeder Gods en er zijn kapellen voor de Heilige Nicolaas en de heilige Johannes de Voorloper en Doper.

## Sovjet-periode
In de jaren dertig van de twintigste eeuw nam de atheïstische overheid het besluit om de kerk te slopen. Men gebruikte het voorwendsel dat de kerk te dicht op de weg stond, waardoor het gebouw verantwoordelijk was voor gevaarlijke verkeerssituaties. Het voornemen leidde tot veel verzoeken van gelovigen aan de raad om de kerk te behouden. Desondanks werd de kerk in 1934 gesloten en deels gesloopt. De klokkentoren en de koepels op de kerk werden afgebroken en vervolgens maakten diverse organisaties gebruik van het ontwijdde gebouw.

## Heropening
In 1996 keerde een zwaar vervallen kerk terug naar de Russisch-orthodoxe kerk. Tegelijkertijd met de aanvang van erediensten ving ook een omvangrijke restauratie plaats. Een memorabel moment was de plaatsing van het nieuwe kruis op de centrale koepel in 2002. In 2003 werd de toren herbouwd. De laatste fase van de werkzaamheden werd in 2009 afgerond.